# Theodwin da Suábia
Theodwin, C.R.S.A. (Suábia, ? - Jerusalém, 7 de março de 1151 ou Roma, julho de 1153) foi um cardeal suábio, legado papal e bispo de Porto e Silva Candida.

## Biografia
Inicialmente, ele era um monge no mosteiro de Gorze, em Lorena. Mais tarde, por volta de 1117, foi prior dos mosteiros na Alsácia e Maursmünster. Então, por volta de 1126, tornou-se abade do mosteiro de Gorze.
O Papa Inocêncio II o criou cardeal-bispo de Porto e Silva Candida em Consistório de dezembro de 1134. Subscreveu nessa condição bulas papais entre 7 de janeiro de 1135 e 18 de maio de 1140; de 26 de novembro de 1143 a 3 de março de 1144; de 15 de março de 1144 a 31 de janeiro de 1145 e entre 10 de março de 1145 e 14 de abril de 1150.
Theodwin era o único cardeal alemão de sua época. Por esta razão foi particularmente influente na Cúria Romana, muitas vezes atuando como legado papal na Germânia (embora nem sempre de forma oficial). Ele era um amigo próximo de Conrado III da Germânia e apoiou-o na sua ascensão ao trono em 1138: não só compareceu à sua eleição em Koblenz, mas também ele próprio, em 13 de março, coroou-o solenemente Rex Romanorum, em Aachen, dado que o arcebispo de Colônia, Arnaldo de Merxheim, que teria essa tarefa, havia sido eleito recentemente e ainda não havia recebido o pálio.
Antes da Segunda Cruzada, em 1145, a cúria o enviou novamente através dos Alpes numa tentativa de mediar algumas disputas políticas internas com a esperança de que uma resolução permitisse à nobreza alemã participar na Cruzada. Ele então participou da cruzada como representante papal seguindo Conrado e em 1147 participou do concílio realizado em Ptolemais entre o imperador alemão, o rei Luís VII da França e o rei Balduíno II de Jerusalém.
No rescaldo da Cruzada fracassada, quando a reputação do imperador estava em declínio, Rogério II da Sicília convenceu Theodwin a escrever a Conrado para persuadi-lo de que os normandos não eram inimigos, mas aliados dos cruzados. Esta operação fazia parte de um plano mais amplo que visava quebrar a aliança recentemente estabelecida entre o Sacro Império Romano-Germânico e os Bizantinos, de quem Rogério desejava usurpar territórios. Segundo o abade Suger, Gofredo, bispo de Langres, que viajava com Luís VII da França e Leonor da Aquitânia, pode ter tido uma influência notável nas mensagens de Theodwin. Na verdade, o evidente sentimento antibizantino de Theodwin, muito difundido na Cúria da época, desempenhou um papel não negligenciável nas negociações. Toda a negociação, porém, foi conduzida sem o apoio do Papa Eugênio III, cujas políticas eram mais moderadas (e anti-sicilianas). Eugênio até informou a Wibald de Stavelot que a opinião de Theodwin, como a de Bernardo de Clairvaux, não estava de acordo com o pensamento papal e deveria, portanto, ser ignorada.
Algum tempo depois de 15 de junho de 1150, Theodwin foi novamente enviado como legado à Terra Santa, onde morreu, provavelmente em 7 de março de 1151. No entanto, alguns documentos sugerem que ele participou da eleição papal de 1153, na qual o Papa Anastácio IV foi eleito, e que morreu pouco depois em Roma.

### Conclaves
- Eleição papal de 1143 - participou da eleição do Papa Celestino II.
- Eleição papal de 1144 - participou da eleição do Papa Lúcio II.
- Eleição papal de 1145 - participou da eleição do Papa Eugênio III.